# NGC 631
NGC 631 je eliptická galaxie v souhvězdí Ryb. Její zdánlivá jasnost je 14,0m a úhlová velikost 1,0′ × 0,8′. Je vzdálená 255 milionů světelných let, průměr má 75 000 světelných let. Galaxii objevil 27. října 1864 Albert Marth.